# Ruder-Weltmeisterschaften 1976

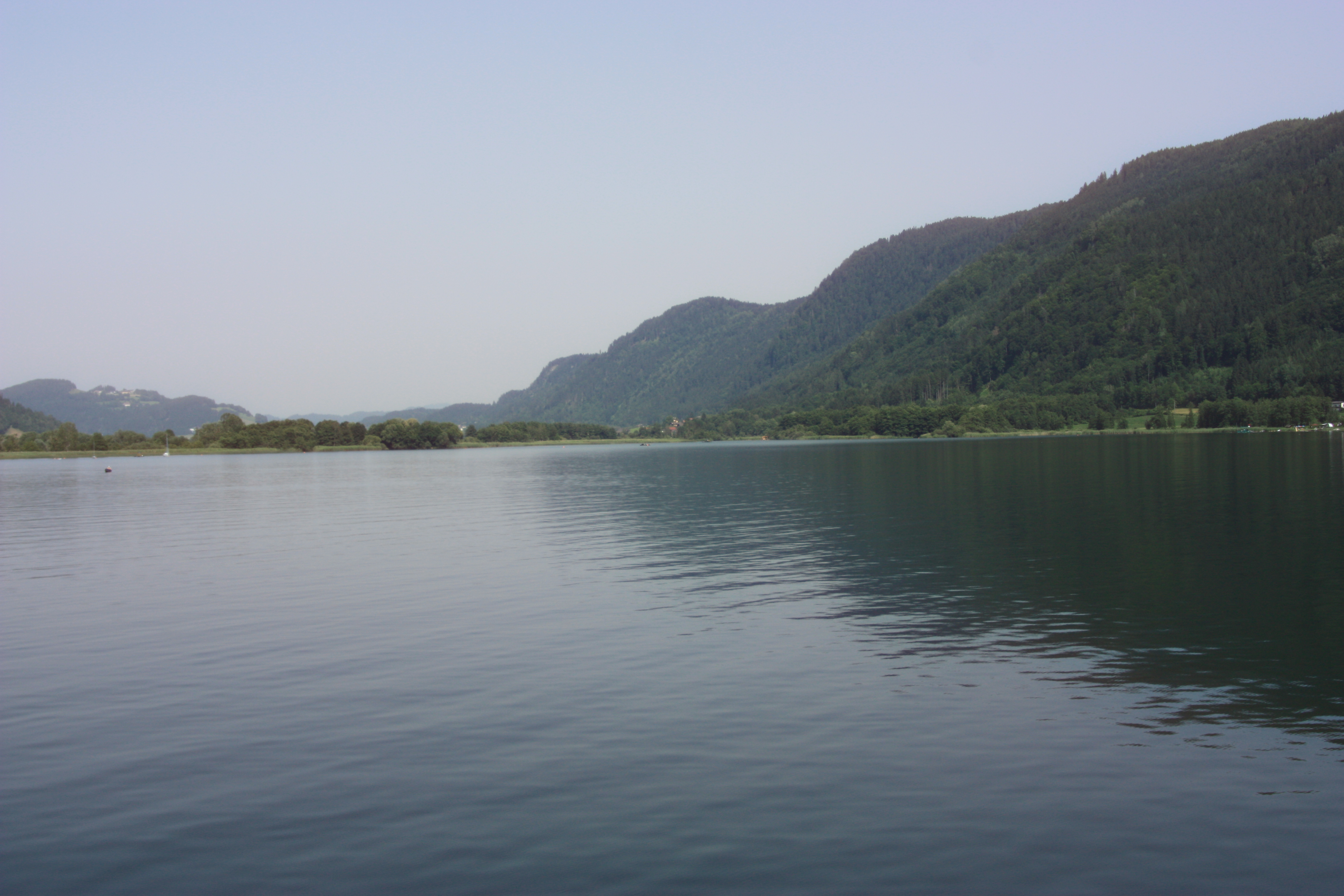
Bild vom Ossiacher See.

Die Ruder-Weltmeisterschaften 1976 wurden vom 10. bis 14. August 1976 auf dem Ossiacher See in Villach, Österreich unter dem Regelwerk des Weltruderverbandes (FISA) ausgetragen. Die 14 olympischen Bootsklassen wurden wegen der olympischen Ruderregatta 1976 in Montreal nicht ausgefahren, so dass lediglich in drei nichtolympischen Leichtgewichts-Bootsklassen der Männer die Ruder-Weltmeister ermittelt wurden. Auf dem Ossiacher See wurden gleichzeitig Junioren-Weltmeisterschaften im Rudern ausgerichtet.

## Ergebnisse
Hier sind die Medaillengewinner aus den A-Finals aufgelistet. Diese waren mit sechs Booten besetzt, die sich über Vor- und Hoffnungsläufe sowie Halbfinals für das Finale qualifizieren mussten. Die Streckenlänge betrug in allen Läufen 2000 Meter.
| Bootsklasse                                  | Gold | Gold    | Silber | Silber  | Bronze | Bronze  |
| -------------------------------------------- | --- | ------- | --- | ------- | --- | ------- |
| Leichtgewichts-Einer (LM1x)                  | Österreich Raimund Haberl | 7:18,18 | Dänemark Morten Espersen | 7:19,48 | Frankreich Roland Weill | 7:22,90 |
| Leichtgewichts-Vierer ohne Steuermann (LM4-) | Frankreich André Picard Michel Picard André Coupat Francis Pelegri                                                                                            | 6:29,94 | Norwegen Pal Boernick Olaf Solberg Per Arne Steen Edd Hillstad                                                                                            | 6:34,35 | Dänemark Djon Andersen Bent Fransson Aage Hansen Torben Hansen                                                                              | 6:36,04 |
| Leichtgewichts-Achter (LM8+)                 | BR Deutschland Peter Werner Hans-Ludwig Zimmer Hans-Josef Büsken Jürgen Nentwig Lutz Neubert Dieter Meschede Peter Huck Bernd Nehmer Helmut Sassenbach (Stm.) | 6:05,00 | Vereinigtes Königreich Graeme Hall Nigel Read Christopher Drury Colin Cusack Stewart Fraser Mark Harris Brian Fentiman Doug Carpenter Henry Wheare (Stm.) | 6:06,81 | Vereinigte Staaten Bruce Stone Andrew Washburn Craig Drake Thomas Cook John Dunn Ralph Nauman Scott Roop Sean Colgan Joseph O’Connor (Stm.) | 6:09,16 |

## Medaillenspiegel
| Platz | Land                   | Gold | Silber | Bronze | Gesamt |
| ----- | ---------------------- | ---- | ------ | ------ | ------ |
| 1     | Frankreich             | 1    |        | 1      | 2      |
| 2     | Österreich             | 1    |        |        | 1      |
| 2     | BR Deutschland         | 1    |        |        | 1      |
| 4     | Dänemark               |      | 1      | 1      | 2      |
| 5     | Vereinigtes Königreich |      | 1      |        | 1      |
| 5     | Norwegen               |      | 1      |        | 1      |
| 7     | Vereinigte Staaten     |      |        | 1      | 1      |
| Summe | Summe                  | 3    | 3      | 3      | 9      |